# Rauschkvint
Rauschkvint är en orgelstämma av typen icke repeterande blandstämma och principalstämma. Stämman tillhör kategorin labialstämmor. Rauschkvinten är en mixtur som är låg utan repetition. Stämman kan exempelvis bestå av kvint 2 2⁄3´, 2´ och kvint 1 3⁄5´.